# 伯蒂亞拉和東旁遮普聯合邦
伯蒂亞拉和東旁遮普聯合邦 （Patiala and East Punjab States Union，PEPSU）是印度的一個已撤銷的一級行政區，存在於1948年至1956年，首府設在伯蒂亞拉。1956年，伯蒂亞拉和東旁遮普聯合邦和東旁遮普合併為旁遮普邦。
31°27′N 77°36′E / 31.45°N 77.60°E